# Hipišizik metafizik
Hipišizik Metafizik je deseti studijski album Ramba Amadeusa. Izdat je 26. septembra 2008. godine za izdavačku kuću PGP RTS.
Žanrovski spada u džez i alternativni rok

## Spisak pesama
Na albumu se nalaze sledeće pesme:
1. "Biologija, neurofiziologija"	4:01
2. "Hipišizik, Metafizik" (Ft. David Bižić) 3:57
3. "Don Kihote i Sančo Pansa (Vetrenjače vs. Auspusi)" 3:55
4. "Budala" 3:11
5. "Operater" 3:37
6. "Urbano, samo urbano" 4:15
7. "Onano nano Grand Waltz Blues (Uvod Francisco Tarrega Grand Waltz)" 2:39
8. "Fela Kruti, druže stari" 4:41
9. "Vatrogasci" 3:50
10. "Holesterol & Rock n Roll" (Ft. David Bižić & Knez) 5:43

## Kreativni tim
- Harmonika – Višeslav Cucković
- Prateći vokali [Ženski] – Aleksandra Bjelić*, Ivana Pavlović, Marija Mihajlović, Vladana Marković
- Prateći vokali [Muški] – David Bižić*, Nenad Knežević Knez
- Bariton Saksofon – Siniša Stanovčić
- Čelo – Roni Beraha
- Contrabas, Aranžman – Vladimir Čukić
- Omot – Darko Vlaović
- Bubnjevi, aranžman – Trut*
- Inženjer zvuka – Zoran Vučković*
- Gitara [španska] – Marko Fernandez
- Klavijatura, Klavir, Aranžman – Vojno Dizdar
- Perkusije – Vladan Popović*
- Producent – Aleksandar Habić
- Remasterovao – Jacek Gawlowski*
- Vokali, Gitara, Muzika, Tekstovi, Aranžman – Rambo Amadeus

## Studio
Snimljeno u Studiju 5 PGP RTS u Beogradu

## O albumu
Tokom rada na svom desetom albumu uz pomoć starog producenta Saše Habića, Rambo Amadeus je koristio svoj sajt da obavesti javnost o toku snimanja, ali i raznim akcijama koje je trebalo da pospeše nastanak albuma: Pred početak snimanja albuma, Rambo Amadeus je objavio broj računa na koji su poštovaoci njegovog rada mogli da novčanim prilozima dobiju status "mecene" i omoguće mu da "ne popusti u svojim rigoroznim stvaralačkim standardima pred sve banalnijim zahtevima tržišta". Potom je raspisan i konkurs za idejno rešenje omota albuma, za koji je umetnik razočarano konstatovao da je od preko 200 pristiglih radova "ruku na srce malo ima onih koji su stvarno duhoviti".
U Hrvatskoj je album predstavljen na ROKAJ festu. Jedan deo albuma je odsviran i u Varaždinu.

## Spoljašnje veze
- Discogs